# Zdzisław Leśniak
Zdzisław Leśniak (ur. 13 grudnia 1930 w Borysławiu, zm. 22 września 2002 w Warszawie) – polski aktor teatralny i filmowy, także reżyser telewizyjny i teatralny.

## Życiorys
Absolwent Liceum Ogólnokształcącego im. Henryka Sienkiewicza w Nowej Rudzie oraz Wydziału Aktorskiego (1954) i Wydziału Reżyserskiego (1966) PWST w Warszawie.
Występował w teatrach: Teatrze Ziemi Opolskiej (1954–1955) i Teatrze Ludowym w Nowej Hucie (1955–1956), a także warszawskich: Teatrze Dramatycznym (1956–1965), Teatrze Komedia (1965–1978), Stara Prochownia (1978–1979) i Teatrze Syrena (1979–1985).
Występował w założonym przez Jerzego Dobrowolskiego Kabarecie Koń, a także w grupie muzycznej Go-Do-Cze-Bo-Le (nazwanej od pierwszych sylab nazwisk założycieli: Wiesław Gołas, Jerzy Dobrowolski, Mieczysław Czechowicz, Zbigniew Bogdański, Zdzisław Leśniak), Kabarecie Wagabunda i Kabarecie Starszych Panów.

## Filmografia
- 1956: Kanał – jako „Mały”
- 1962: I ty zostaniesz Indianinem – jako „Paluch”, jeden z bandytów
- 1962: Gangsterzy i filantropi – jako dziennikarz radiowy
- 1963: Kryptonim Nektar – jako oszust
- 1964: Upał – jako sekretarz ambasadora
- 1965: Niekochana jako akwizytor Atos
- 1966: Chudy i inni – jako błazen
- 1966: Lekarstwo na miłość jako Andrzej z wyobrażeń Joanny
- 1966: Piekło i niebo – jako kochanek Kiki
- 1970: Czterej pancerni i pies – jako Francuz
- 1971: Milion za Laurę – jako pielęgniarz w szpitalu psychiatrycznym
- 1971: Kareta – jako lokaj
- 1974: Janosik – jako włoski kupiec